# حكومة أويحيى الثامنة
حكومة أويحيى الثامنة حكومة جزائرية تقلدت السلطة من 27 أفريل 2009 إلى غاية 28 ماي 2010. شكلت هذه الحكومة بعد الانتخابات الرئاسية الجزائرية 2009.
بعد إعادة انتخاب عبد العزيز بوتفليقة رئيسا للجزائر جدد الثقة في الوزير الأول أحمد أويحيى و حكومته السابقة التغيير الوحيد في التشكيلة أن سلطاني بوقرة رئيس حركة مجتمع السلم لم يعد ضمن التشكيل الوزاري الجديد وفقد حقيبة وزير الدولة أما عبد المالك سلال فقد استرجع حقيبة وزير المـوارد المائية و نشر التشكيل الحكومي في الجريدة الرسمية الجزائرية في 27 أفريل 2009.

## تشكيلة الحكومة

### رئيس الحكومة
| الصورة | الحقيبة الوزارية      | الاسم       |  | الحزب                    |
| ------ | --------------------- | ----------- |  | ------------------------ |
|        | الوزير الأول الجزائري | أحمد أويحيى |  | التجمع الوطني الديمقراطي |

### الوزراء
| الصورة | الحقيبة الوزارية                              | الاسم               |  | الحزب |
| ------ | --------------------------------------------- | ------------------- |  | ----- |
|        | (رئيس الجمهورية الجزائرية) وزير الدفاع الوطني | عبد العزيز بوتفليقة |  |       |

#### وزراء الدولة
| ترقيم | الصورة | الحقيبة الوزارية                              | الاسم                        |  | الحزب               |
| ----- | ------ | --------------------------------------------- | ---------------------------- |  | ------------------- |
| 01    |        | وزير الدولة، الممثل الشخصي لرئيس الجمهورية    | عبد العزيز بلخادم            |  | جبهة التحرير الوطني |
| 02    |        | وزير الدولة، وزير الداخلية و الجماعات المحلية | نور الدين زرهوني المدعو يزيد |  | جبهة التحرير الوطني |

| ترقيم | الصورة | الحقيبة الوزارية                  | الاسم              |  | الحزب |
| ----- | ------ | --------------------------------- | ------------------ |  | ----- |
| 01    |        | وزير منتدب لدى وزير الدفاع الوطني | عبد المالك قنايزية |  |       |

#### وزراء
| ترقيم | الصورة | الحقيبة الوزارية                                              | الاسم                  |  | الحزب                              |
| ----- | ------ | ------------------------------------------------------------- | ---------------------- |  | ---------------------------------- |
| 03    |        | وزير الشؤون الخارجية                                          | مراد مدلسي             |  | التجمع الوطني الديمقراطي           |
| 04    |        | وزير العدل، حافظ الأختام                                      | الطيب بلعيز            |  |                                    |
| 05    |        | وزير المالية                                                  | كريم جودي              |  |                                    |
| 06    |        | وزير الطاقة والمناجم                                          | شكيب خليل              |  |                                    |
| 07    |        | وزير المـوارد المائية                                         | عبد المالك سلال        |  |                                    |
| 08    |        | وزير الصناعة و ترقية الاستثمارات                              | حميد الطمار            |  | جبهة التحرير الوطني                |
| 09    |        | وزير التجارة                                                  | الهاشمي جعبوب          |  | حركة مجتمع السلم                   |
| 10    |        | وزير الشؤون الدينية و الأوقاف                                 | أبو عبد الله غلام الله |  | التجمع الوطني الديمقراطي           |
| 11    |        | وزير المجاهدين                                                | محمد الشريف عباس       |  | جبهة التحرير الوطني                |
| 12    |        | وزير التهيئة العمرانية و البيئة و السياحة                     | شريف رحماني            |  | التجمع الوطني الديمقراطي           |
| 13    |        | وزير النقل                                                    | عمار تو                |  | جبهة التحرير الوطني                |
| 14    |        | وزير التربية الوطنية                                          | أبو بكر بن بوزيد       |  | التجمع الوطني الديمقراطي           |
| 15    |        | وزير الفلاحة والتنمية الريفية                                 | رشيد بن عيسى           |  |                                    |
| 16    |        | وزير الأشغال العمومية                                         | عمار غول               |  | حركة مجتمع السلم                   |
| 17    |        | وزير الصحة والسكان وإصلاح المستشفيات                          | السعيد بركات           |  |                                    |
| 18    |        | وزيرة الثقافة                                                 | خليدة تومي             |  | التجمع من أجل الثقافة والديمقراطية |
| 19    |        | وزير المؤسسات والصناعات الصغيرة والمتوسطة و الصناعة التقليدية | مصطفى بن بادة          |  | حركة مجتمع السلم                   |
| 20    |        | وزير التعليم العالي والبحث العلمي                             | رشيد حراوبية           |  | جبهة التحرير الوطني                |
| 21    |        | وزير البريد و تكنولوجيات الإعلام و الاتصال                    | حميد بصالح             |  |                                    |
| 22    |        | وزير مكلف بالعلاقات مع البرلمان                               | محمود خذري             |  |                                    |
| 23    |        | وزير التكوين و التعليم المهنيين                               | الهادي خالدي           |  |                                    |
| 24    |        | وزير السكن والعمران                                           | نور الدين موسى         |  |                                    |
| 25    |        | وزير العمل و التشغيل و الضمان الاجتماعي                       | الطيب لوح              |  | جبهة التحرير الوطني                |
| 26    |        | وزير التضامن الوطني و الأسرة و الجالية الوطنية بالخارج        | جمال ولد عباس          |  | جبهة التحرير الوطني                |
| 27    |        | وزير الصيد البحري و الموارد الصيدية                           | اسماعيل ميمون          |  |                                    |
| 28    |        | وزير الشباب والرياضة                                          | الهاشمي جيار           |  |                                    |
| 29    |        | وزير، أمين عام للحكومة                                        | أحمد نوي               |  |                                    |

#### وزراء منتدبون
| ترقيم | الصورة | الحقيبة الوزارية                                                                                    | الاسم            |  | الحزب               |
| ----- | ------ | --------------------------------------------------------------------------------------------------- | ---------------- |  | ------------------- |
| 02    |        | وزير منتدب لدى وزير الدولة، وزير الداخلية والجماعات المحلية مكلف بالجماعات المحلية                  | دحو ولد قابلية   |  | جبهة التحرير الوطني |
| 03    |        | وزير منتدب لدى وزير الدولة، وزير الشؤون الخارجية مكلف بالشؤون المغاربية والإفريقية                  | عبد القادر مساهل |  | جبهة التحرير الوطني |
| 04    |        | وزيرة منتدبة لدى وزير التضامن الوطني والأسرة و الجالية الوطنية بالخارج، مكلفة بالأسرة وقضايا المرأة | نوارة سعدية جعفر |  |                     |
| 05    |        | وزيرة منتدبة لدى وزير التعليم العالي والبحث العلمي مكلفة بالبحث العلمي                              | سعاد بن جاب الله |  |                     |

#### كتاب الدولة
| ترقيم | الصورة | الحقيبة الوزارية                           | الاسم           |  | الحزب                    |
| ----- | ------ | ------------------------------------------ | --------------- |  | ------------------------ |
| 01    |        | كاتب الدولة لدى الوزير الأول مكلف بالإتصال | عز الدين ميهوبي |  | التجمع الوطني الديمقراطي |